# Adamello-Presanella-Alpen

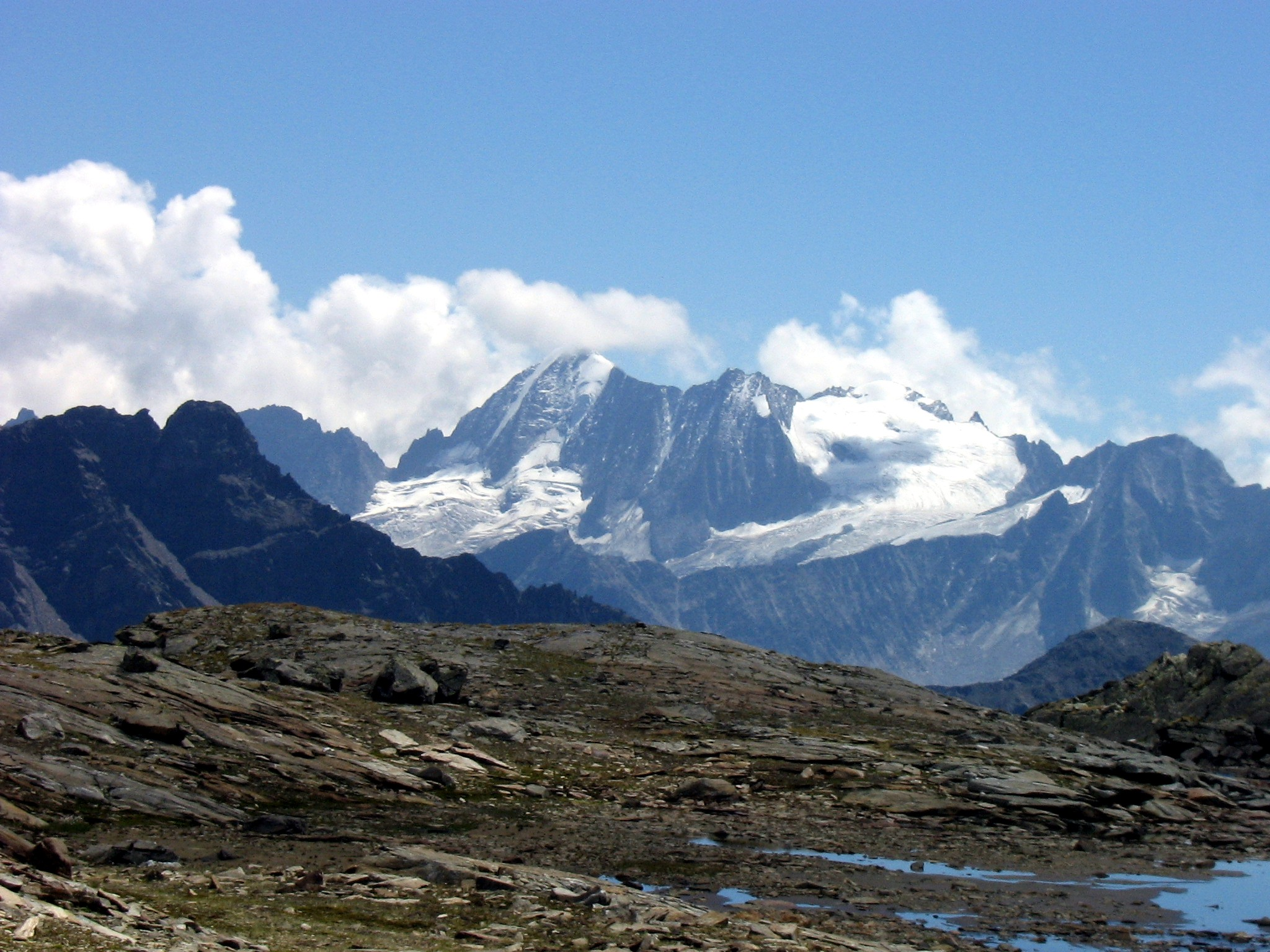
Cima Presanella, der höchste Berg mit 3556 m

Die Adamello-Presanella-Alpen sind eine Gebirgsgruppe der Südalpen in Norditalien nach der Alpenvereinseinteilung der Ostalpen. Sie umfasst die Adamellogruppe und den  Westteil der Prealpi Bresciane (Brescianer Voralpen).

## Umgrenzung
Die Adamello-Presanella-Alpen ist folgendermaßen begrenzt:
- zu den Bergamasker Alpen im Westen das Val Camonica des Oglio vom Iseosee bis Edolo
- zur Sobretta-Gavia-Gruppe im Nordwesten mit dem Oberlauf des Oglio zwischen Edolo und Ponte di Legno als Grenze
- zu den Ortler-Alpen im Norden die Tonalepass-Linie mit dem Val Vermiglio (oberes Val di Sole) im Osten
- zur Brentagruppe im Nordosten von Dimaro im Val di Sole den Meledrio aufwärts, über den Passo Campo Carlo Magno in das Tal der Sarca mit Madonna di Campiglio (Valle di Campiglio) und weiter über Pinzolo nach Tione di Trento (Val Rendena)
- zu den Gardaseebergen im Osten und Südosten von Tione das Val di Breguzzo über Bondo in das Val Caffaro (Creto–Ponte Cáffaro) und die Linie Bagolino–Passo di Maniva–Val Trompia–Col di San Zeno
- im Süden bildet die Linie Col di San Zeno–Iseosee die Grenze, südlich davon laufen die Vorberge – von der AVE unklassifiziert – westlich von Brescia in das Alpenvorland der Lombardei aus (Brescianer Voralpen)

## Gebirgsgruppen und Berge
- Adamellogruppe:
  - Cima Presanella (3556 m s.l.m.)
  - Monte Adamello (3554 m s.l.m.)
  - Monte Carè Alto (3463 m s.l.m.)
  - Dosson di Genova (3441 m s.l.m.)
  - Corno Bianco (3434 m s.l.m.)
  - Monte Fumo (3418 m s.l.m.)
  - Corno di Cavento (3406 m s.l.m.)
  - Cornone di Blumone (2830 m s.l.m.)
- Prealpi Bresciane:
  - Monte Columbine (2162 m s.l.m.)
  - Monte Gugliemo (1949 m s.l.m.)
  - Monte Ario (1757 m s.l.m.)